# Finn Bentzen
Finn Aage Bentzen (født 20. januar 1934 i Ringkøbing, død 10. januar 2008) var en dansk tegner, forfatter, producer og instruktør som stod bag en lang række børneprogrammer i tv.
Han blev født i Ringkøbing, og blev uddannet på Kunsthåndværkerskolens reklamelinje. I 1964 blev han sammen med sin daværende kone, Hanne Willumsen, ansat i Danmarks Radios Børne- og Ungdomsafdeling. Sammen udviklede de blandt andet figurerne Kaj og Andrea.
Som medforfatter og dukketegner stod han bl.a. bag Sørøver Sally (1969-1970) og julekalenderne Magnus Tagmus (1971), Vinterbyøster (1973) og Jullerup Færgeby (1974). De af hans figurer som i dag er mest kendt er Bamse og Kylling. Disse figurer blev udviklet i samarbejde med Thomas Winding og Katrine Hauch-Fausbøll, og det var Finn Bentzen som tegnede dem.